# Cenotaph (Bolt Thrower)
Cenotaph is een mini-album van Bolt Thrower. Track 1 en 2 werden in september 1990 opgenomen in de Slaughterhouse Studios, track 3 werd daar in juli 1989 ook opgenomen. Alle drie tracks werden geproduceerd door Colin Richardson en Bolt Thrower. Track 4 is live opgenomen in de Kilbum National, op 16 november 1989. Het is een ruwe publieksopname "[...] that we feel captures the atmosphere of the Grindcrusher Tour". Het album werd in 1990 uitgebracht door Earache: Mosh 33, en is nu niet meer verkrijgbaar.

## Tracklijst
1. Cenotaph	4:00
2. Destructive Infinity	4:14
3. Prophet Of Hatred	3:51
4. Realm Of Chaos (live)	2:44

Totale duur: 14:49

## Artiesten
- Karl Willetts: zang
- Gavin Ward : gitaar
- Barry Thompson: gitaar
- Andrew Whale: drums
- Jo Bench: bas